# Списак масонских великих ложа
Ово је списак организација које тврде да су масонске велике ложе. Масонска „Велика ложа“ или „Велики оријент“ је владајуће тело које надзире и управља појединим „Ложама“ масона у сваком конкретном географском подручју и углавном одговара националним границама али одређене велике ложе под својом заштитом могу имати ложе у другим државама. Неке су велике, са хиљадама чланова, а неке са само неколико чланова у једној или две подређене ложе. Понекад ће бити само једна велика ложе у датој области. Некада се у оквиру једне државе може наћи више масонских обедијенција које могу ускраћивати легитимитет осталим ложама на одређеној територији.

## Африка
| Област јурисдикције         | Име Велике Ложе                                                                  | Основана | Ложе | Чланови | Званични сајт                                                                                        |  |
| --------------------------- | -------------------------------------------------------------------------------- | -------- | ---- | ------- | --- |  |
| Бенин                       | Велика ложа републике Бенин (фр. Grande Loge de la République du Bénin)                                               |          |      |         | Велика ложа републике Бенин                                                                          |  |
| Камерун                     | Уједињене велике ложе Камеруна(фр. Grande Loge Unie du Cameroun)                                             | 1990     |      |         | Уједињене велике ложе Камеруна                                                                       |  |
| Камерун                     | Велика национална ложа Камеруна (фр. )                                           |          |      |         | Велика национална ложа Камеруна                                                                      |  |
| Република Конго             | Велики оријент републике Конго (фр. )                                            |          |      |         | |  |
| Демократска Република Конго | Велики оријент демократске републике Конго (фр. )                                |          |      |         | |  |
| Демократска Република Конго | Велика ложа демократске републике Конго (фр. )                                   |          |      |         | |  |
| Демократска Република Конго | Велика ложа под јурисдикцијом велике ложе Француске(фр. Grande Loge Reguliere Française) (Province de la R.D.C) |          |      |         | |  |
| Демократска Република Конго | Велика национална ложа демократске републике Конго(фр. Grande Loge nationale du Congo du Rite ancien et primitif de Memphis-Misraïm)                         |          |      |         | |  |
| Обала Слоноваче             | Уједињена велика ложа Обале Слоноваче(фр. Grand Loge Unie de Côte d'Ivoire)                                      |          |      |         | Уједињена велика ложа Обале Слоноваче                                                                |  |
| Египат                      | Врховни масонски савет Египта (енгл. Masonic High Council of Egypt)                                           |          |      |         | Врховни Масонски Савет Египта                                                                        |  |
| Габон                       | Велика ложа Габона(фр. Grande Loge du Gabon)                                                         |          |      |         | |  |
| Габон                       | Велика симболичка ложа(фр. Grande Loge Symbolique) (ex Grand Rite Equatorial)Grande Loge du Gabon      | 1975     |      |         | |  |
| Габон                       | Велика женска ложа Габона (фр. Grande Loge Féminine du Gabon)                                                 |          |      |         | |  |
| Либерија                    | Либерисјки масонски ред (енгл. Masonic Order of Liberia)                                                 | 1867     | 17   |         | |  |
| Мадагаскар                  | Велика национална ложа Мадагаскар (фр. Grande Loge de Nationale de Madagascar)                                         |          |      |         | Велика национална ложа Мадагаскар                                                                    |  |
| Мали                        | Велика национална ложа Мали (фр. Grande Loge Nationale Malienne)                                               |          |      |         | |  |
| Мароко                      | Уједињена велика ложа Марока (фр. Grande Loge unie du Moroc)                                              | 2005     | 2    | 80      | Уједињена велика ложа Марока Архивирано на веб-сајту (11. фебруар 2014)                              |  |
| Маурицијус                  | Велика ложа Маурицијуса(фр. Grande Loge de Maurice)                                                    | 2005     | 8    |         | Велика Ложа Маурицијуса Архивирано на веб-сајту (23. јануар 2012)                                    |  |
| Сенегал                     | Велика ложа Сенегала (фр. Grande Loge du Sénégal)                                                      |          |      |         | |  |
| Јужна Африка (регија)       | Велика ложа Јужне Африке (енгл. Grand Lodge of South Africa)                                                | 1961     |      |         | Велика ложа Јужне Африке                                                                             |  |
| Јужна Африка (регија)       | Федерација Јужне Африке, интернационални ред слободних зидара(енгл. South African Federation, The International Order of Co-Freemasonry)            | 1912     | 4    |         | Федерација Јужне Африке, интернационални ред слободних зидара Архивирано на веб-сајту (15. мај 2009) |  |
| Јужна Африка (регија)       | Врховни масонски савет Јужне Африке(енгл. Masonic High Council of South Africa)                                      |          |      |         | Врховни масонски савет Јужне Африке Архивирано на веб-сајту (9. фебруар 2012)                        |  |
| Того                        | Велика национална ложа Тогоа (фр. )                                              | 1972     |      |         | Велика национална ложа Тогоа                                                                         |  |

## Азија
| Област јурисдикције       | Име Велике Ложе                                                           | Основана | Ложе | Чланови | Званични сајт                                                                                                |
| ------------------------- | ------------------------------------------------------------------------- | -------- | ---- | ------- | --- |
| Јерменија                 | Велика ложа Јерменије(енгл. )                                             | 2002     | 4    |         | Велика ложа Јерменије                                                                                        |
| Индија                    | Велика ложа Индије (енгл. )                                               |          | 37   |         | Велика ложа Индије                                                                                           |
| Индија                    | Конфедерација уједињених великих ложа Индије (енгл. )                     | 2001     | 13   |         | Конфедерација уједињених великих ложа Индије                                                                 |
| Индија                    | Врховни масонски савет Индије (енгл. )                                    |          |      |         | |
| Израел                    | Велика ложа државе Израел (енгл. )                                        | 1953     | 56   | 2000    | Велика ложа државе Израел                                                                                    |
| Израел                    | Израелска јурисдикција, интернационални масонски ред ″Људска права″(фр. ) | 1989     |      |         | Израелска јурисдикција, интернационални масонски ред ″Људска права″ Архивирано на веб-сајту (3. август 2007) |
| Јапан                     | Велика ложа Јапана(енгл. )                                                | 1957     | 18   | 2 500   | Велика ложа Јапана                                                                                           |
| Јордан                    | Врховни масонски савет Јордана (енгл. Masonic High Council of Jordan)                                   |          |      |         | |
| Кувајт                    | Врховни масонски савет Кувајта (енгл. )                                   |          |      |         | Врховни масонски савет Кувајта                                                                               |
| Либан                     | Велики оријент Либана (фр. )                                              | 1950     |      | 300     | Велики оријент Либана                                                                                        |
| Либан                     | Велика ложа Бет-Ел (фр. )                                                 | 1986     | 4    | 94      | Велика Ложа Бет-Ел                                                                                           |
| Малезија                  | Врховни масонски савет Малезије (енгл. Masonic High Council of Malaysia)                                  |          |      |         | |
| Филипини                  | Велика ложа Филипина (енгл. )                                             | 1917     |      |         | Велика ложа Филипина                                                                                         |
| Катар                     | Врховни масонски савет Катра (енгл. Masonic High Council of Qatar)                                     |          |      |         | |
| Саудијска Арабија         | Врховни масонски савет Саудијске Арабије (енгл. Masonic High Council of Saudi Arabia)                         |          |      |         | |
| Сингапур                  | Врховни масонски савет Сингапура (енгл. Masonic High Council of Singapore)                                 |          |      |         | |
| Сирија                    | Врховни масонски савет Сирије(енгл. Masonic High Council of Syria)                                     |          |      |         | |
| Кина                      | Велика ложа Кине (енгл. )                                                 | 1949     | 10   | 750     | Велика ложа Кине                                                                                             |
| Турска                    | Велика ложа Турске (енгл. )                                               | 1909     | 180  | 2000    | Велика ложа Турске                                                                                           |
| Уједињени Арапски Емирати | Врховни масонски савет Уједињених Арапских Емирата(енгл. Masonic High Council of the United Arab Emirates)                |          |      |         | |

## Аустралија и Нови Зеланд
| Област јурисдикције    | Име Велике Ложе                                   | Основана | Ложе | Чланови | Званични сајт                            |
| ---------------------- | ------------------------------------------------- | -------- | ---- | ------- | ---------------------------------------- |
| Аустралија             | Врховни масонски савет Аустралије(енгл. )         |          |      |         | Врховни масонски савет Аустралије        |
| Нови Јужни Велс        | Уједињене велике ложе Новог Јужног Велса (енгл. ) | 1888     | 488  | 28.000  | Уједињене велике ложе Новог Јужног Велса |
| Нови Зеланд            | Велика ложа Новог Зеланда (енгл. )                | 1890     | 266  | 6.000   | Велика ложа Новог Зеланда                |
| Квинсленд              | Уједињене велике ложе Квинсленда (енгл. )         | 1921     | 379  | 16.000  | Уједињене велике ложе Квинсленда         |
| Јужна Аустралија       | Велика ложа Јужне Аустралије (енгл. )             | 1884     | 149  | 6.000   | Велике ложе Јужне Аустралије             |
| Тасманија              | Велика ложа Тасманије (енгл. )                    | 1890     | 56   |         | Велика ложа Тасманије                    |
| Викторија (Аустралија) | Уједињене велике ложе Викторије (енгл. )          | 1889     | 481  | 24.000  | Уједињене велике ложе Викторије          |
| Западна Аустралија     | Велика ложа Западне Аустралије (енгл. )           | 1900     | 175  | 6.000   | Велика ложа Западне Аустралије           |

## Европа
| Област јурисдикције                  | Име Велике Ложе | Основана                                                                                             | Ложе  | Чланови                                            | Званични сајт |                                                                     |
| ------------------------------------ | --- | --- | ----- | -------------------------------------------------- | --- | ------------------------------------------------------------------- |
| Аустрија                             | Либерална велика ложа Аустрије (енгл. ) | 1961                                                                                                 |       |                                                    | Либерална Велика Ложа Аустрије Архивирано на веб-сајту (9. април 2012)                                                               |                                                                     |
| Аустрија                             | Велики оријент Аустрије (енгл. ) | | 7     |                                                    | Велики оријент Аустрије |                                                                     |
| Белгија                              | Белгијска федерација интернационалног масонског реда ″Људска права″(фр. )                                                                   | 1928                                                                                                 | 61    | 6.500                                              | Белгијска федерација интернационалног масонског реда ″Људска права″                                                                  |                                                                     |
| Белгија                              | (Велика ложа Белгије (фр. ) | 1959                                                                                                 | 52    | 2.500                                              | Велика ложа Белгије |                                                                     |
| Белгија                              | Женска велика ложа Белгије (фр. ) | 1981                                                                                                 | 33    | 1.889                                              | Женска велика ложа Белгије |                                                                     |
| Белгија                              | Велика регуларна ложа Белгије (фр. ) | 1979                                                                                                 | 44    | 1.500                                              | Велика регуларна ложа Белгије |                                                                     |
| Белгија                              | Велики оријент Белгије (фр. ) | 1833                                                                                                 | 108   | 9.500                                              | Велики оријент Белгије |                                                                     |
| Белгија                              | Врховни масонски савет Белгије (енгл. ) | |       |                                                    | Врховни масонски савет Белгије |                                                                     |
| Каталонија                           | Велика ложа Каталоније (фр. ) | 1933                                                                                                 | 3     | 100                                                | Велика ложа Каталоније |                                                                     |
| Чешка                                | Велика ложа Чешке (енгл. ) | 1990                                                                                                 | 24    | 450                                                | Велика ложа Чешке |                                                                     |
| Чешка                                | Велика ложа Чешке државе | 2001                                                                                                 | 4     | 60                                                 | Велика ложа Чешке државе |                                                                     |
| Чешка                                | Велика ложа слободних и прихваћених слободних зидара Чешке                                                                                  | 1993                                                                                                 | 2     | 60                                                 | Велика ложа слободних и прихваћених слободних зидара Чешке                                                                           |                                                                     |
| Данска                               | Дански ред слободних зидара (енгл. ) | 1853                                                                                                 | 100   | 10.000                                             | Дански ред слободних зидара |                                                                     |
| Естонија                             | Велика ложа Естоније (енгл. ) | 18 February 1999                                                                                     | 12    | 340+                                               | Велика ложа Естоније |                                                                     |
| Финска                               | Велика ложа Финске | 1924                                                                                                 | 157   |                                                    | Велика ложа Финске |                                                                     |
| Француска                            | (фр. ) | 1893                                                                                                 | 518   | 16.000+                                            | Fédération française de l'Ordre maçonnique mixte international le Droit humain                                                       |                                                                     |
| Француска                            | Велика ложа Француске (фр. ) | 1738 / 1894                                                                                          | 753   | 32.000                                             | Велика ложа Француске |                                                                     |
| Француска                            | Врховни масонски савет Француске (фр. ) | 1804                                                                                                 | 348   | 7.900                                              | Врховни масонски савет Француске |                                                                     |
| Француска                            | Велика женска масонска ложа Француске (енгл. )                                                                                              | 1945 / 1952                                                                                          | 360   | 13.000                                             | Велика женска масонска ложа Француске                                                                                                |                                                                     |
| Француска                            | (фр. ) | 1995                                                                                                 | 15    | 250                                                | Grande_loge_écossaise_réformée_et_rectifiée_d'Occitanie                                                                              |                                                                     |
| Француска                            | Велика женска ложа ″Memphis-Misraïm″(фр. )                                                                                                  | 1965                                                                                                 |       | 1.000                                              | Велика женска ложа ″Memphis-Misraïm″                                                                                                 |                                                                     |
| Француска                            | (фр. ) | 1960                                                                                                 | 21    | 300                                                | Grande Loge française de Memphis-Misraïm                                                                                             |                                                                     |
| Француска                            | Мешовита (мушко-женска) велика ложа Француске(фр. )                                                                                         | 1982                                                                                                 | 105   | 2.100                                              | Мешовита велика ложа Француске |                                                                     |
| Француска                            | Велика национална ложа Француске (фр. ) | 1913                                                                                                 | 1268  | 31.000                                             | Велика национална ложа Француске |                                                                     |
| Француска                            | Традиционална симболичка велика Ложа(фр. )                                                                                                  | 1958                                                                                                 | 202   | 4000+                                              | Традиционална симболичка велика Ложа                                                                                                 |                                                                     |
| Француска                            | Уједињена велика ложа Француске (фр. ) | 1994                                                                                                 | 12    | 150                                                | Уједињена велика ложа Француске |                                                                     |
| Француска                            | Велики оријент Француске (фр. ) | 1738 / 1773                                                                                          | 1.045 | 52.000                                             | Велики оријент Француске |                                                                     |
| Француска                            | Национална ложа Француске (фр. ) | 1968                                                                                                 | 25    | 300                                                | Национална ложа Француске |                                                                     |
| Француска                            | (фр. ) | 1974                                                                                                 | 75    | 930                                                | Ordre initiatique et traditionnel de l'Art royal Архивирано на веб-сајту (19. октобар 2010)                                          |                                                                     |
| Немачка                              | ( ) | 40                                                                                                   |       | Große National-Mutterloge "Zu den drei Weltkugeln" | |                                                                     |
| Немачка                              | Велика ложа слободног зидарства у Немачкој(енгл. )                                                                                          | 1770                                                                                                 | 100   | 3500                                               | Велика ложа слободног зидарства у Немачкој                                                                                           |                                                                     |
| Немачка                              | Велика ложа древних и прихваћених масона у Немачкој (енгл. )                                                                                | 1949                                                                                                 | 258   | 10,000                                             | Велика ложа древних и прихваћених масона у Немачкој                                                                                  |                                                                     |
| Немачка                              | Велика ложа енглеских слободних зидара у Немачкој (ради на енглеском језику и прати енглеску традицију) (енгл. )                            | 1982                                                                                                 | 16    |                                                    | Велика ложа енглеских слободних зидара у Немачкој Архивирано на веб-сајту (15. октобар 2015)                                         |                                                                     |
| Немачка                              | Америчко-Канадска велика ложа у Немачкој (енгл. )                                                                                           | 1962                                                                                                 | 39    |                                                    | Америчко-Канадска велика ложа у Немачкој                                                                                             |                                                                     |
| Немачка                              | Немачка јурисдикција интернационалног масонског реда за људска права(фр. )                                                                  | 1969-12-31                                                                                           |       |                                                    | Немачка јурисдикција интернационалног масонског реда за људска права                                                                 |                                                                     |
| Немачка                              | ( ) | 1959                                                                                                 | 10    | 160                                                | Humanitas Freimaurergrossloge für Männer und Frauen in Deutschland                                                                   |                                                                     |
| Немачка                              | Женска велика ложа Немачке( ) | 1982                                                                                                 | 18    |                                                    | Женска велика ложа Немачке |                                                                     |
| Немачка                              | Врховни масонски савет у Немачкој (енгл. )                                                                                                  | |       |                                                    | Врховни масонски савет у Немачкој |                                                                     |
| Грчка                                | Велика национална ложа Грчке (грч. ) | 1986                                                                                                 | 57    | 800+                                               | Велика национална ложа Грчке |                                                                     |
| Мађарска                             | Велики оријент Мађарске (мађ. ) | 1871                                                                                                 | 9     | 300                                                | Велики оријент Мађарске |                                                                     |
| Република Ирска                      | Велика ложа Ирске (енгл. ) | 1725                                                                                                 | 200+  |                                                    | Велика ложа Ирске |                                                                     |
| Република Ирска                      | Врховни масонски савет Ирске (енгл. ) | |       |                                                    | Врховни масонски савет Ирске |                                                                     |
| Италија                              | Велики оријент Италије (итал. ) | 1861                                                                                                 | 670   | 19.000                                             | Велики оријент Италије |                                                                     |
| Италија                              | Велика ложа Италије (итал. ) | 1908                                                                                                 | 420   | 9.500                                              | Велика ложа Италије |                                                                     |
| Италија                              | Регуларна велика ложа Италије (итал. ) | 1993                                                                                                 | 210   | 3.500                                              | Регуларна велика ложа Италије |                                                                     |
| Италија                              | Велика ложа Италије (итал. ) | 2007                                                                                                 | 24    | 300                                                | Gran Loggia Italiana Велика ложа Италије                                                                                             |                                                                     |
| Италија                              | Велика традиционална ложа Италије (итал. )                                                                                                  | 2011                                                                                                 | 10    | 80                                                 | Велика традиционална ложа Италије |                                                                     |
| Италија                              | Велика женска масонска ложа Италије (итал. )                                                                                                | 1990                                                                                                 | 11    | 185                                                | Велика женска масонска ложа Италије                                                                                                  |                                                                     |
| Италија                              | Велика национална ложа слободних зидара Италије (итал. )                                                                                    | 1805                                                                                                 | 80    |                                                    | Велика национална ложа слободних зидара Италије Архивирано на веб-сајту (12. март 2012)                                              |                                                                     |
| Италија                              | Регуларни врховни савет Италије (итал. ) | 2007                                                                                                 |       |                                                    | Регуларни врховни савет Италије |                                                                     |
| Летонија                             | Ложа Летоније (лет. ) | 2003                                                                                                 | 6     | 150+                                               | Ложа Летоније |                                                                     |
| Литванија                            | Велика ложа Литваније (литв. ) | 2002                                                                                                 | 6     |                                                    | Велика ложа Литваније |                                                                     |
| Малта                                | Велика ложа Малте (енгл. ) | 1851                                                                                                 | 3     |                                                    | Велика ложа Малте |                                                                     |
| Велика национална ложа Монака (фр. ) | 2011 | |       | Велика национална ложа Монака                      | |                                                                     |
| Португалија                          | Регуларна велика ложа Португала (порт. ) | 1991                                                                                                 |       |                                                    | Регуларна велика ложа Португала |                                                                     |
| Румунија                             | Велика национална ложа Румуније | |       |                                                    | Велика национална ложа Румуније |                                                                     |
| Румунија                             | Велики оријент Румуније | 1990                                                                                                 |       |                                                    | Велики оријент Румуније |                                                                     |
| Русија                               | Велика ложа Русије (рус. ) | 1995                                                                                                 | 9     | 251                                                | Велика ложа Русије |                                                                     |
| Русија                               | Уједињена велика ложа Русије(рус. ) | 2008                                                                                                 | 12    | 250                                                | Уједињена велика ложа Русије Архивирано на веб-сајту (28. јануар 2012)                                                               |                                                                     |
| Русија                               | Велики оријент Русије | 2011                                                                                                 | 4     | 45                                                 | Велики оријент Русије |                                                                     |
| Сан Марино                           | Врховни масонски Савет (енгл. ) | |       |                                                    | Врховни масонски Савет |                                                                     |
| Србија                               | Велика Ложа Балкана | 2019                                                                                                 |       |                                                    | Велика Ложа Балкана |                                                                     |
| Србија                               | Врховни Савет Великих Ложа Балкана | |       |                                                    | Врховни Савет Великих Ложа Балкана                                                                                                   |                                                                     |
| Србија                               | Велика Масонска Ложа Србије | 2006                                                                                                 |       |                                                    | Велика Масонска Ложа Србије |                                                                     |
| Србија                               | Велика национална ложа Србије | 1919                                                                                                 | 26    | 466                                                | Велика национална ложа Србије |                                                                     |
| Србија                               | Velika loža Slobodnih zidara muškaraca i žena Srbije                                                                                        | 2022                                                                                                 |       |                                                    | Velika loža Slobodnih zidara muškaraca i žena Srbije                                                                                 |                                                                     |
| Србија                               | VELIKA DUHOVNA LOŽA SLOBODNIH ZIDARA SRBIJE “SUB ROSA”                                                                                      | 2014                                                                                                 |       |                                                    | VELIKA DUHOVNA LOŽA SLOBODNIH ZIDARA SRBIJE Архивирано на веб-сајту (19. јун 2020) “SUB ROSA” Архивирано на веб-сајту (19. јун 2020) |                                                                     |
| Србија                               | Регуларна велика ложа Србије, старих, слободних и прихваћених масона                                                                        | 1993                                                                                                 | 32    |                                                    | Регуларна велика ложа Србије, старих, слободних и прихваћених масона                                                                 |                                                                     |
| Србија                               | Veliki Orijent Srbije / Grand Orient of Serbia                                                                                              | |       |                                                    | Велики оријент Србије Архивирано на веб-сајту (18. фебруар 2020)                                                                     |                                                                     |
| Србија                               | Velika Loža Nikola Tesla / Grand Lodge Nikola Tesla                                                                                         | 2019                                                                                                 |       |                                                    | |                                                                     |
| Србија                               | Velika Loža Grof Sava Vladislavić Raguzinski                                                                                                | 2019                                                                                                 |       |                                                    | |                                                                     |
| Србија                               | Уједињене велике ложе Србије | 2006                                                                                                 |       |                                                    | 18 | Уједињене велике ложе Србије Архивирано на веб-сајту (11. јун 2017) |
| Србија                               | Велика ложа Србије | 2015                                                                                                 | 6     |                                                    | Велика ложе Србије |                                                                     |
| Србија                               | Врховни савет Србије | 1912                                                                                                 |       |                                                    | Врховни савет Србије |                                                                     |
| Србија Србија                        | Регуларна велика ложа Србије, Beograd | [ https://web.archive.org/web/20190123012037/http://www.rvlsrbije.org/ Регуларна велика ложа Србије] |       |                                                    | |                                                                     |
| Србија                               | Velika Loža Drevnih i Prihvaćenih Slobodnih zidara Srbije / Grand Lodge of Ancient Free and Accepted Masons of Serbia - G:.L:. A:.F:.A:.M:. | 2025                                                                                                 | 9     | 184                                                | https://decoding.godaddysites.com/f/dekoding-za-srpske-slobodne-zidare-ii-deo]                                                       |                                                                     |
| Словачка                             | Велика ложа Словачке (слч. ) | 2009                                                                                                 | 3     | 60                                                 | Велика ложа Словачке |                                                                     |
| Словенија                            | Велика ложа Словеније (словен. ) | 1991                                                                                                 |       |                                                    | Велика ложа Словеније |                                                                     |
| Шпанија                              | Врховни масонски савет Шпаније(енгл. ) | |       |                                                    | Врховни масонски савет Шпаније |                                                                     |
| Каталонија                           | Велика ложа Каталоније (кат. ) | 1933                                                                                                 |       |                                                    | Велика ложа Каталоније |                                                                     |
| Шведска                              | Велика ложа Шведске (швед. ) | 1735                                                                                                 | 44    | 14.500+                                            | Велика ложа Шведске |                                                                     |
| Шведска                              | Мешовита ложа (швед. ) | 1918                                                                                                 |       |                                                    | Мешовита ложа |                                                                     |
| Шведска                              | Велика масонска ложа Шведске(швед. ) | 1951                                                                                                 | 11    |                                                    | Велика масонска ложа Шведске |                                                                     |
| Хрватска                             | Велика ложа старих, слободних и прихваћених зидара Хрватске                                                                                 | 1997                                                                                                 |       |                                                    | Велика ложа старих, слободних и прихваћених зидара Хрватске Архивирано на веб-сајту (29. јануар 2012)                                |                                                                     |
| Црна Гора                            | Велика ложа Црне Горе | | 4     |                                                    | Велика ложа Црне Горе |                                                                     |
| Швајцарска                           | Алпина, велика ложа Швајцарске ( ) | 1844                                                                                                 | 79    | 4000                                               | Алпина, велика ложа Швајцарске |                                                                     |
| Швајцарска                           | Швајцарска јурисдикција интернационалног масонског реда за људска права(фр. )                                                               | 1896                                                                                                 |       |                                                    | Швајцарска јурисдикција интернационалног масонског реда за људска права                                                              |                                                                     |
| Швајцарска                           | Велики оријент Швајцарске ( ) | 1955                                                                                                 | 18    |                                                    | Велики оријент Швајцарске |                                                                     |
| Швајцарска                           | Велика женска ложа Швајцарске (фр. ) | 1976                                                                                                 | 22    | 350                                                | Велика женска ложа Швајцарске |                                                                     |
| Украјина                             | Велика ложа Украјине (укр. Велика Ложа України)                                                                                             | 2005                                                                                                 | 3     | 50+                                                | Велика ложа Украјине |                                                                     |
| Уједињено Краљевство                 | Уједињене велике ложе Енглеске(енгл. ) | 1717 / 1813                                                                                          | 8.644 | 330.000                                            | Уједињене велике ложе Енглеске |                                                                     |
| Уједињено Краљевство                 | Велика ложа Шкотске (енгл. ) | 1736                                                                                                 |       |                                                    | Велика ложа Шкотске |                                                                     |
| Уједињено Краљевство                 | Велике ложе Енглеске и Јорка (енгл. ) | 2005                                                                                                 |       |                                                    | Велике ложе Енглеске и Јорка |                                                                     |
| Уједињено Краљевство                 | Регуларна велика ложа Енглеске/Врховни масонски савет (енгл. Regular Grand Lodge of England/Masonic High Council)                                                                              | 2005                                                                                                 |       |                                                    | Регуларна велика ложа Енглеске/Врховни масонски савет                                                                                |                                                                     |
| Македонија                           | Велика ложа Македоније | | 4     |                                                    | Велика ложа Македоније Архивирано на веб-сајту (25. јануар 2012)                                                                     |                                                                     |

## Централна и Јужна Америка
| Област јурисдикције       | Име Велике Ложе                           | Основана | Ложе | Чланови | Званични сајт                                                           |
| ------------------------- | ----------------------------------------- | -------- | ---- | ------- | ----------------------------------------------------------------------- |
| Аргентина                 | Велика ложа Аргентине(шп. )               | 1857     | 242  |         | Велика ложа Аргентине                                                   |
| Бразил                    | Велики оријент Бразила (порт. )           | 1822     | 1700 | 100.000 | Велики оријент Бразила                                                  |
| Бразил                    | Велика мешовита ложа Бразила (порт. )     |          |      |         | Велика мешовита ложа Бразила                                            |
| Бразил                    | Женски велики оријент (порт. )            | 1942     |      |         | Женски велики оријент                                                   |
| Бразил                    | Врховни масонски савет Бразила(енгл. )    |          |      |         | Врховни масонски савет Бразила                                          |
| Амазонас (држава Бразила) | Велики оријент Амазонаса (порт. )         | 2011     |      |         | Велики оријент Амазонаса                                                |
| Баија                     | Велика ложа Баије (порт. )                | 1927     | 129  | 6.000   | Велика ложа Баије                                                       |
| Мато Гросо до Сул         | Велика ложа Мато Гросо до Сул (енгл. Grand Lodge of the State of Mato Grosso do Sul)    |          |      |         |                                                                         |
| Мато Гросо                | Велика ложа Мату Гросуа (енгл. )          |          |      |         |                                                                         |
| Рио де Жанеиро            | Велика ложа државе Рио де Женеиро(порт. ) | 1944     | 134  | 8.500   | Велика ложа државе Рио де Женеиро                                       |
| Рио де Жанеиро            | Велики оријент Рио де Женеира (порт. )    | 1973     | 43   | 800     | Велики оријент Рио де Женеира Архивирано на веб-сајту (28. јануар 2012) |
| Рио Гранде до Сул         | Велика ложа Рио Гранде де Сула (порт. )   | 1928     | 105  | 3.500   | Велика ложа Рио Гранде де Сула                                          |
| Рио Гранде до Норте       | Велика ложа Рио Гранде де Нортеа (порт. ) | 1974     | 23   | 500     | Велика ложа Рио Гранде де Нортеа                                        |
| Парана (држава)           | Велика ложа Паране (порт. )               | 1981     |      |         | Велика ложа Паране                                                      |
| Сао Пауло                 | Велика ложа Сао Паула(порт. )             | 1927     | 434  | 15.000  | Велика ложа Сао Паула                                                   |
| Боливија                  | Регуларна велика ложа Боливије (енгл. )   |          |      |         |                                                                         |
| Еквадор                   | Врховни масонски савет Еквадора(енгл. )   |          | 5    |         | Врховни масонски савет Еквадора                                         |
| Парагвај                  | Регуларна велика ложа Парагваја (шп. )    |          | 3    |         | Регуларна велика ложа Парагваја                                         |
| Перу                      | Уставна велика ложа Перуа (шп. )          | 2005     | 16   |         | Уставна велика ложа Перуа                                               |
| Перу                      | Велика отаџбинска ложа Перуа (шп. )       |          | 17   |         | Велика отаџбинска ложа Перуа Архивирано на веб-сајту (1. октобар 2011)  |
| Венецуела                 | Велика ложа Венецуеле (шп. )              |          | 125  |         | Велика ложа Венецуеле                                                   |
| Венецуела                 | Регуларна велика ложа Венецуеле (шп. )    |          |      |         | Регуларна велика ложа Венецуеле                                         |

## Северна Америка
| Област јурисдикције       | Име Велике Ложе                                                                                        | Основана      | Ложе | Чланова | Званични сајт |
| ------------------------- | --- | ------------- | ---- | ------- | --- |
| Канада                    | Велика ложа Канаде(ради на шпанском језику)(шп. )                                                      | 2005          | 5    |         | Велика ложа Канаде |
| Канада                    | Велика национална ложа Канаде (фр. )                                                                   | 1985          | 15   |         | Велика национална ложа Канаде |
| Канада                    | Канадска јурисдикција за људска права(фр. )                                                            | 1976(80)      | 6    |         | Канадска јурисдикција за људска права Архивирано на веб-сајту (26. мај 2011)                                                              |
| Алберта                   | Велика ложа Алберте (енгл. )                                                                           | 1905          | 141  | 7.732   | Велика ложа Алберте |
| Британска Колумбија       | Велика ложа Британске Колумбије и Јукона (енгл. )                                                      | 1871          | 164  | 11.251  | Велика ложа Британске Колумбије и Јукона                                                                                                  |
| Манитоба                  | Велика ложа Манитобе (енгл. )                                                                          | 1875          | 72   | 3.121   | Велика ложа Манитобе |
| Њу Брансвик               | Велика ложа Њу Брансвика (енгл. )                                                                      | 1867          | 51   | 4.038   | Велика ложа Њу Брансвика |
| Њуфаундленд и Лабрадор    | Велика ложа Њуфаундленда и Лабрадора (енгл. )                                                          | 1997          | 32   | 2.191   | Велика ложа Њуфаундленда и Лабрадора |
| Нова Шкотска              | Велика ложа Нове Шкотске (енгл. )                                                                      | 1866          | 114  | 5       | Велика ложа Нове Шкотске |
| Онтарио                   | Велика ложа Канаде у провинцији Онтарио (енгл. )                                                       | 1855          | 641  | 55.072  | Велика ложа Канаде у провинцији Онтарио                                                                                                   |
| Онтарио                   | Принц Хал велика ложа Онтарија (енгл. )                                                                | 1852          | 11   |         | Принц Хал велика ложа Онтарија Архивирано на веб-сајту (1. март 2012)                                                                     |
| Острво принца Едварда     | Велика ложа острва принца Едварда (енгл. )                                                             | 1875          | 15   | 845     | Велика ложа острва принца Едварда |
| Квебек                    | Велика ложа Квебека (фр. )                                                                             | 1869          | 94   | 4.582   | Велика ложа Квебека |
| Квебек                    | Велика мешовита ложа Квебека (фр. )                                                                    | 1979          |      |         | Велика мешовита ложа Квебека |
| Саскачеван                | Велика ложа Саскачевана (енгл. )                                                                       | 1906          | 94   | 3.784   | Велика ложа Саскачевана |
| Кариби                    | Принц Хол велика ложа Кариба(енгл. )                                                                   | 1993          | 10   |         | Принц Хол велика ложа Кариба |
| Куба                      | Велика ложа Кубе (енгл. )                                                                              | 1960          | 12   |         | Велика ложа Кубе |
| Доминиканска Република    | Велика ложа Доминиканске Републике (енгл. )                                                            | 1858          | 15   |         | Велика ложа Доминиканске Републике |
| Мексико                   | Велика ложа Мексика (енгл. )                                                                           | 1862          |      |         | Велика ложа Мексика |
| Мексико                   | Уједињена велика ложа Мексика (шп. )                                                                   | 1883          | 100  | 2.500   | Уједињена велика ложа Мексика Архивирано на веб-сајту (10. март 2012)                                                                     |
| Мексико                   | Велики оријент Мексика (енгл. )                                                                        |               |      |         | Велики оријент Мексика |
| Доња Калифорнија          | Велика ложа Доње Калифорније (шп. )                                                                    | 1933          | 26   |         | Велика ложа Доње Калифорније |
| Коавила                   | Велика ложа Коавиле(шп. )                                                                              |               |      |         | Велика ложа Коавиле |
| Чијапас                   | Велика ложа Чијапаса(шп. )                                                                             |               |      |         | Велика ложа Чијапаса |
| Држава Мексико            | Велика ложа државе Мексико(шп. )                                                                       | 1997          | 16   |         | Велика ложа државе Мексико |
| Држава Дуранго            | Велика ложа Дуранга(шп. )                                                                              | 1923          | 3    | 250     | Велика ложа Дуранга |
| Чивава                    | Велика ложа Чиваве(шп. )                                                                               |               |      |         | Велика ложа Чиваве |
| Нови Леон                 | Велика ложа Новог Леона(шп. )                                                                          |               |      |         | Велика ложа Новог Леона |
| Мексико (град)            | Велика ложа Мексико Ситија(шп. )                                                                       | 2010          | 9    |         | Велика ложа Мексико Ситија |
| Мексико                   | (шп. )                                                                                                 |               |      |         | Gran Logia Occidental Mexicana |
| Мексико                   | Велика ложа Пацифика(шп. )                                                                             |               | 10   |         | Велика ложа Пацифика |
| Тамаулипас                | Велика ложа Тамаулипаса(шп. )                                                                          |               |      |         | Велика ложа Тамаулипаса |
| Мексико                   | (шп. )                                                                                                 | 1862          | 250  |         | Gran Logia Valle de México |
| САД                       | Унија Џорџа Вашингтона(енгл. )                                                                         | 1976          | 5    | 37      | Унија Џорџа Вашингтона Архивирано на веб-сајту (19. јул 2012)                                                                             |
| Сједињене Америчке Државе | Велика симболичка ложа Мемфиса у САД(енгл. )                                                           | 1881          |      |         | Grand Lodge Symbolic of Memphis-Misraïm for the United States Велика симболичка ложа Мемфиса у САД                                        |
| Сједињене Америчке Државе | Велики оријент Сједињених Америчких Држава(енгл. )                                                     | 2005          |      |         | Велики оријент Сједињених Америчких Држава                                                                                                |
| Сједињене Америчке Државе | (енгл. )                                                                                               | 1909/1994     |      |         | Honorable Order of American Co-Masonry |
| Сједињене Америчке Државе | Америчка федерација-људска права(фр. )                                                                 | 1903          |      |         | Америчка федерација-људска права |
| Сједињене Америчке Државе | Велика национална ложа Сједињених Америчких Држава(енгл. )                                             | 24. јун 1847. | 25   |         | Велика национална ложа Сједињених Америчких Држава Архивирано на веб-сајту (28. јануар 2012)                                              |
| Сједињене Америчке Државе | Уједињена велика ложа древних, слободних и прихваћених слободних зидара демократских република(енгл. ) |               |      |         | Уједињена велика ложа древних, слободних и прихваћених Слободних зидара демократских република Архивирано на веб-сајту (24. фебруар 2011) |
| Алабама                   | Братска велика ложа(енгл. )                                                                            |               |      |         | Братска велика ложа Архивирано на веб-сајту (23. јул 2013)                                                                                |
| Алабама                   | Велика ложа Алабаме(енгл. )                                                                            | 1821          | 931  | 32.297  | Велика ложа Алабаме Архивирано на веб-сајту (26. јун 2017)                                                                                |
| Алабама                   | Велика ложа ″краљ Соломон″(енгл. )                                                                     |               |      |         | Велика ложа ″краљ Соломон″ |
| Алабама                   | Принц Хол велика ложа Алабаме(енгл. )                                                                  | 1870          |      |         | Принц Хол велика ложа Алабаме Архивирано на веб-сајту (24. новембар 2011)                                                                 |
| Алабама                   | Напредни, слободни и прихваћени Слободни зидари Сједињених Америчких Држава(енгл. )                    |               |      |         | |
| Аљаска                    | Велика ложа Аљаске (енгл. )                                                                            | 1981          | 20   | 2.145   | Велика ложа Аљаске |
| Аљаска                    | Принц Хол велика ложа Аљаске (енгл. )                                                                  | 1969          | 8    | 170     | Принц Хол велика ложа Аљаске |
| Аризона                   | Велика ложа Аризоне (енгл. )                                                                           | 1882          | 56   |         | Велика ложа Аризоне |
| Аризона                   | Принц Хол велика ложа Аризоне (енгл. )                                                                 |               | 9    | 313     | Принц Хол велика ложа Аризоне |
| Арканзас                  | Велика ложа Арканзаса(енгл. )                                                                          | 1820          |      | 17.699  | Велика ложа Арканзаса |
| Арканзас                  | Принц Хол велика ложа Арканзаса(енгл. )                                                                | 1870          | 118  |         | Принц Хол велика ложа Арканзаса Архивирано 2012-07-09 на сајту                                                                            |
| Калифорнија               | (енгл. )                                                                                               |               |      |         | |
| Калифорнија               | (енгл. )                                                                                               |               |      |         | |
| Калифорнија               | Велика ложа ″Еурека″(енгл. )                                                                           |               |      |         | |
| Калифорнија               | Велика ложа ″Златна капија″(енгл. Golden Gate Grand Lodge)                                                                    |               |      |         | |
| Калифорнија               | Велика ложа Калифорније(енгл. )                                                                        | 1850          | 350  | 75.000  | Велика ложа Калифорније |
| Калифорнија               | (енгл. )                                                                                               |               |      |         | |
| Калифорнија               | Велика ложа ″Hiram of Tyre″(енгл. )                                                                    | 1903          | 10   |         | Велика ложа ″Hiram of Tyre″ |
| Калифорнија               | Велика ложа ″Џон А. Бел″(енгл. John A. Bell Grand Lodge of California)                                                                       |               |      |         | |
| Калифорнија               | Велика ложа ″краљ Давид″(енгл. King David Grand Lodge of California)                                                                       |               |      |         | |
| Калифорнија               | Велика ложа ″краљ Соломон″(енгл. )                                                                     |               |      |         | |
| Калифорнија               | (енгл. )                                                                                               |               |      |         | |
| Калифорнија               | (енгл. )                                                                                               |               |      |         | |
| Калифорнија               | Принц Хол велика ложа Калифорније(енгл. )                                                              |               | 58   | 1.500   | Принц Хол велика ложа Калифорније |
| Калифорнија               | Велика ложа ″Пирамида″(енгл. Pyramid Grand Lodge)                                                                         |               |      |         | |
| Калифорнија               | Регуларна велика ложа Калифорније(енгл. )                                                              |               | 2    |         | Регуларна велика ложа Калифорније |
| Калифорнија               | Велика ложа ″Синови светла″(енгл. Sons of Light Grand Lodge of California)                                                                    |               |      |         | |
| Калифорнија               | Велика ложа шкотског реда Калифорније ″Сент Ендруз″(енгл. St. Andrews Grand Lodge Scottish Rite of California)                                            |               |      |         | |
| Калифорнија               | Велика ложа Калифорније, Окланда и Лос Анђелеса ″Сент Ентони″(енгл. St. Anthony Grand Lodge of California of Oakland and Los Angeles)                                  |               |      |         | |
| Калифорнија               | Велика ложа ″Сент Џон″ (енгл. )                                                                        |               |      |         | |
| Калифорнија               | Велика ложа Калифорније и Канаде ″Сент Џон″ (енгл. )                                                   |               |      |         | |
| Калифорнија               | Врховни савет великих ложа западних држава(енгл. Western States Council of Grand Lodges)                                                     |               |      |         | |
| Колорадо                  | Велика ложа Колорада(енгл. )                                                                           | 1859          | 133  | 13.737  | Велика ложа Колорада |
| Колорадо                  | Велика ложа ″Хирам″(енгл. )                                                                            |               |      |         | |
| Колорадо                  | Велика ложа ″Ајванхо″(енгл. Ivanhoe Grand Lodge)                                                                          |               |      |         | |
| Колорадо                  | Принц Хол велика ложа Колорада(енгл. )                                                                 |               | 11   | 833     | Принц Хол велика ложа Колорада |
| Конектикат                | Велика ложа Конектиката(енгл. )                                                                        |               | 93   |         | Велика ложа Конектиката |
| Конектикат                | Велика ложа ″Хирам″(енгл. )                                                                            |               |      |         | |
| Конектикат                | Принц Хол велика ложа Конектиката(енгл. )                                                              | 1873          | 13   | 1.500   | |
| Конектикат                | Велика ложа ″Сент Џон″ (енгл. )                                                                        |               |      |         | |
| Делавер                   | Велика ложа ″Афричка хармонија″(енгл. )                                                                | 1859          | 3    |         | Велика ложа ″Афричка хармонија″ Архивирано на веб-сајту (28. јануар 2012)                                                                 |
| Делавер                   | Велика ложа Делавера(енгл. )                                                                           | 1806          | 29   |         | Велика ложа Делавера |
| Делавер                   | Принц Хол велика ложа Делавера(енгл. )                                                                 | 1849          | 17   | 800     | Принц Хол велика ложа Делавера Архивирано на веб-сајту (27. фебруар 2012)                                                                 |
| Вашингтон                 | Велика ложа ″Еурека″(енгл. )                                                                           |               |      |         | |
| Вашингтон                 | Велика ложа Дистрикта Колумбије(енгл. )                                                                | 1811          | 41   | 4.000   | Велика ложа Дистрикта Колумбије |
| Вашингтон                 | Краљ Соломон велика ложа(енгл. )                                                                       |               |      |         | |
| Вашингтон                 | Принц Хол велика ложа Колумбијског Дистрикта(енгл. )                                                   | 1848          | 30   |         | Принц Хол велика ложа Колумбијског Дистрикта                                                                                              |
| Вашингтон                 | Велика ложа Вашингтона(енгл. )                                                                         | 1858          |      | 18.999  | Велика ложа Вашингтона |
| Флорида                   | Велика ложа Флориде(енгл. )                                                                            | 1830          |      |         | Велика ложа Флориде |
| Флорида                   | Меридиан велика ложа(енгл. )                                                                           |               |      |         | |
| Флорида                   | Велика ложа ″Излазак Сунца″(енгл. )                                                                    | 2010          | 3    |         | Велика ложа ″Излазак Сунца″ |
| Флорида                   | Велика ложа ″Сент Џон″(енгл. St. James Grand)                                                                         |               |      |         | |
| Флорида                   | Унија великих ложа Флориде и Белизеа(енгл. )                                                           | 1865          |      |         | Унија великих ложа Флориде и Белизеа |
| Џорџија                   | Велика ложа Џорџије(енгл. )                                                                            | 1786          | 427  | 49.341  | Велика ложа Џорџије |
| Џорџија                   | Велика ложа ″Џеф Лонг″(енгл. Jeff Long Grand Lodge)                                                                         |               |      |         | |
| Џорџија                   | ″Џон А. Бел″ велика ложа Џорџије(енгл. )                                                               |               |      |         | |
| Џорџија                   | Модерни, слободни и прихваћени масони света(енгл. )                                                    |               | 17   |         | Модерни, слободни и прихваћени масони света                                                                                               |
| Џорџија                   | Принц Хол велика ложа Џорџије(енгл. )                                                                  | 1870          | 194  | 10.107  | Принц Хол велика ложа Џорџије |
| Хаваји                    | Велика ложа Хаваја(енгл. )                                                                             | 1989          |      | 1.745   | Велика ложа Хаваја |
| Хаваји                    | Принц Хол велика ложа Хаваја(енгл. )                                                                   |               | 4    |         | Принц Хол велика ложа Хаваја |
| Ајдахо                    | Велика ложа Ајдаха(енгл. )                                                                             | 1867          | 56   | 4.688   | Велика ложа Ајдаха Архивирано на веб-сајту (18. јул 2017)                                                                                 |
| Илиноис                   | Велика ложа Илиноиса(енгл. )                                                                           | 1840          |      | 72.793  | Велика ложа Илиноиса |
| Илиноис                   | Принц Хол велика ложа Илиноиса(енгл. )                                                                 | 1867          | 80   |         | Принц Хол велика ложа Илиноиса |
| Илиноис                   | Регуларна велика ложа Илиноиса(енгл. )                                                                 | 2003          | 8    |         | Регуларна велика ложа Илиноиса |
| Илиноис                   | Уједињене велике ложе Илиноиса(енгл. )                                                                 | 1805          | 505  |         | Уједињене велике ложе Илиноиса |
| Илиноис                   | Велика ложа ″Вилијам Бенкс″(енгл. )                                                                    | 1950          |      |         | Велика ложа ″Вилијам Бенкс″ |
| Индијана                  | Велика ложа Индијане(енгл. )                                                                           | 1818          |      | 73.380  | Велика ложа Индијане |
| Индијана                  | КСС велика ложа Индијане(енгл. )                                                                       |               |      |         | |
| Индијана                  | Принц Хол велика ложа Индијане(енгл. )                                                                 | 1956          | 33   | 2.100   | Принц Хол велика ложа Индијане |
| Ајова                     | Велика ложа Ајове(енгл. )                                                                              | 1844          | 283  | 21.700  | Велика ложа Ајове |
| Ајова                     | Принц Хол велика ложа Ајове(енгл. )                                                                    |               |      |         | |
| Канзас                    | Велика ложа Канзаса(енгл. )                                                                            | 1856          | 263  | 28.863  | Велика ложа Канзаса |
| Канзас                    | Принц Хол велика ложа Канзаса(енгл. )                                                                  |               | 42   | 1.392   | |
| Кентаки                   | Велика ложа Кентакија(енгл. )                                                                          | 1800          | 450+ | 54.000  | Велика ложа Кентакија |
| Кентаки                   | Велика ложа ″Краљеви Кентакија″(енгл. Kings of Kentucky Grand Lodge)                                                                |               |      |         | |
| Кентаки                   | Принц Хол велика ложа Кентакија(енгл. )                                                                | 1866          | 67   | 2.400   | Принц Хол велика ложа Кентакија |
| Луизијана                 | Главни и велики масонски конгрес Сједињених Америчких Држава у Луизијани(енгл. )                       |               |      |         | Главни и велики масонски конгрес Сједињених Америчких Држава у Луизијани                                                                  |
| Луизијана                 | Велика ложа Луизијане(енгл. )                                                                          | 1812          | 200+ | 23.666  | Велика ложа Луизијане |
| Луизијана                 | Принц Хол велика ложа Луизијане(енгл. )                                                                | 1863          | 169  | 7.823   | Принц Хол велика ложа Луизијане |
| Луизијана                 | Уједињена ″Краљ Џорџ″ велика ложа(енгл. )                                                              |               |      |         | |
| Мејн                      | Велика ложа Мејна(енгл. )                                                                              | 1820          | 200+ | 22.849  | Велика ложа Мејна |
| Мериленд                  | Велика ложа Мериленда(енгл. )                                                                          | 1787          |      | 18.771  | Велика ложа Мериленда |
| Мериленд                  | Принц Хол велика ложа Мериленда(енгл. )                                                                | 1845          | 98   | 4.762   | Принц Хол велика ложа Мериленда |
| Масачусетс                | Велика ложа Масачусетса(енгл. )                                                                        | 1792          |      | 39.209  | Велика ложа Масачусетса |
| Масачусетс                | Принц Хол велика ложа Масачусетса(енгл. )                                                              | 1791          | 25   | 1.287   | Принц Хол велика ложа Масачусетса |
| Мичиген                   | Велика ложа Мичигена(енгл. )                                                                           | 1844          | 300+ | 45.780  | Велика ложа Мичигена |
| Мичиген                   | Принц Хол велика ложа Мичигена(енгл. )                                                                 | 1866          | 40+  | 2.900   | Принц Хол велика ложа Мичигена |
| Мичиген                   | Велика ложа ″Ралф Бунчх″(енгл. Ralph Bunche Grand Lodge)                                                                       |               |      |         | |
| Мичиген                   | Велика ложа ″Синај″(енгл. Sinai Grand Lodge of Michigan)                                                                            |               |      |         | |
| Минесота                  | Велика ложа Минесоте(енгл. )                                                                           | 1853          | 147  | 17.351  | Велика ложа Минесоте |
| Минесота                  | Принц Хол велика ложа Минесоте(енгл. )                                                                 | 1894          | 7    | 400     | Принц Хол велика ложа Минесоте |
| Мисисипи                  | Велика ложа Мисисипија(енгл. )                                                                         | 1818          |      | 22.418  | Велика ложа Мисисипија |
| Мисисипи                  | Веома поштована велика ложа Мисисипија(енгл. )                                                         | 1875          | 3    |         | Веома поштована велика ложа Мисисипија |
| Мисисипи                  | Принц Хол велика ложа Мисисипија(енгл. )                                                               | 1889          | 5    |         | Принц Хол велика ложа Мисисипија |
| Мисури                    | Велика ложа Мисурија(енгл. )                                                                           | 1821          |      | 51.873  | Велика ложа Мисурија |
| Мисури                    | Принц Хол велика ложа Мисурија(енгл. )                                                                 | 1866          | 64   | 2.549   | Принц Хол велика ложа Мисурија |
| Монтана                   | Велика ложа Монтане(енгл. )                                                                            | 1866          |      | 7.474   | Велика ложа Монтане |
| Небраска                  | Велика ложа Небраске(енгл. )                                                                           | 1857          | 300+ | 14.840  | Велика ложа Небраске |
| Небраска                  | Принц Хол велика ложа Небраске(енгл. )                                                                 | 1919          | 7    | 286     | Принц Хол велика ложа Небраске |
| Невада                    | Велика ложа Неваде(енгл. )                                                                             | 17. јануар ?  | 58   |         | Велика ложа Неваде |
| Њу Хемпшир                | Велика ложа Њу Хемпшира(енгл. )                                                                        | 1790          | 70   |         | Велика ложа Њу Хемпшира |
| Њу Џерзи                  | Велика ложа Њу Џерзија(енгл. )                                                                         | 1786          | 119  | 31.169  | Велика ложа Њу Џерзија |
| Њу Џерзи                  | Велика ложа ″Краљ Вилијам″(енгл. King William Grand Lodge of New Jersey)                                                                     |               |      |         | |
| Њу Џерзи                  | Принц Хол велика ложа Њу Џерзија(енгл. )                                                               | 1848          | 50+  | 3.145   | Принц Хол велика ложа Њу Џерзија |
| Нови Мексико              | Велика ложа Новог Мексика(енгл. )                                                                      | 1877          |      | 6.085   | Велика ложа Новог Мексика |
| Нови Мексико              | Принц Хол велика ложа Новог Мексика(енгл. )                                                            | 1921          | 10   |         | Принц Хол велика ложа Новог Мексика |
| Њујорк                    | Велика ложа ″Алфа″(енгл. Alpha Grand Lodge)                                                                             |               |      |         | |
| Њујорк                    | Велика ложа ″Атињанин″(енгл. Athenian Grand Lodge)                                                                         |               |      |         | |
| Њујорк                    | Велика ложа Њујорка(енгл. )                                                                            | 1787          |      | 52.997  | Велика ложа Њујорка |
| Њујорк                    | Велика ложа древних и универзалних мистерија(енгл. )                                                   |               |      |         | Велика ложа древних и универзалних мистерија                                                                                              |
| Њујорк                    | Велика ложа ″Хирам″(енгл. )                                                                            |               | 27   |         | Велика ложа ″Хирам″ |
| Њујорк                    | Велика ложа ″La Serenisima″ , ради на шпанском језику(шп. )                                            | 1931          |      |         | Велика ложа ″La Serenisima″ |
| Њујорк                    | Велика ложа ″Омега″(енгл. )                                                                            |               |      |         | Велика ложа ″Омега″ Архивирано на веб-сајту (22. септембар 2020)                                                                          |
| Њујорк                    | Оријентална велика ложа Њујорка(енгл. )                                                                |               |      |         | |
| Њујорк                    | Принц Хол велика ложа Њујорка(енгл. )                                                                  | 1845          | 77   | 6.500   | Принц Хол велика ложа Њујорка |
| Њујорк                    | Регуларна велика ложа Њујорка(енгл. )                                                                  |               | 4    |         | |
| Њујорк                    | Велика ложа ″Руже Шарона″(енгл. )                                                                      | 1950          | 17   |         | Велика ложа ″Руже Шарона″ |
| Северна Каролина          | Велика ложа Северне Каролине(енгл. )                                                                   | 1787          |      | 48.092  | Велика ложа Северне Каролине |
| Северна Каролина          | Принц Хол велика ложа Северне Каролине(енгл. )                                                         | 1870          | 325  | 18 000  | Принц Хол велика ложа Северне Каролине |
| Северна Каролина          | Регуларна велика ложа Северне Каролине(енгл. )                                                         |               | 5    |         | |
| Северна Дакота            | Велика ложа Северне Дакоте(енгл. )                                                                     | 1889          |      | 3.560   | Велика ложа Северне Дакоте Архивирано на веб-сајту (27. август 2018)                                                                      |
| Охајо                     | Велика ложа Охаја(енгл. )                                                                              | 1808          |      | 120.615 | Велика ложа Охаја |
| Охајо                     | Принц Хол велика ложа Охаја(енгл. )                                                                    | 1849          | 62   | 4.904   | Принц Хол велика ложа Охаја |
| Оклахома                  | Велика ложа Оклахоме(енгл. )                                                                           | 1874          | 100+ | 30.735  | Велика ложа Оклахоме |
| Оклахома                  | Принц Хол велика ложа Оклахоме(енгл. )                                                                 | 1893          | 129  | 6.000   | Принц Хол велика ложа Оклахоме |
| Орегон                    | Велика ложа Орегона(енгл. )                                                                            | 1851          | 200+ | 11.559  | Велика ложа Орегона |
| Орегон                    | Принц Хол велика ложа Орегона(енгл. )                                                                  | 1960          | 8    | 143     | |
| Пенсилванија              | Велика ложа Пенсилваније(енгл. )                                                                       | 1786          |      | 125.738 | Велика ложа Пенсилваније |
| Пенсилванија              | Принц Хол велика ложа Пенсилваније(енгл. )                                                             | 1797          | 107  | 7.600   | Принц Хол велика ложа Пенсилваније |
| Роуд Ајланд               | Велика ложа Роуд Ајланда(енгл. )                                                                       | 1791          | 25   | 4.744   | Велика ложа Роуд Ајланда |
| Роуд Ајланд               | Принц Хол велика ложа Роуд Ајланда(енгл. )                                                             | 1858          | 5    | 280     | Принц Хол велика ложа Роуд Ајланда |
| Јужна Каролина            | Велика ложа Јужне Каролине(енгл. )                                                                     | 1783          | 350+ | 44.278  | Велика ложа Јужне Каролине |
| Јужна Каролина            | Велика ложа(енгл. ) (енгл. )                                                                           |               | 55   |         | Велика ложа(енгл. ) |
| Јужна Каролина            | Принц Хол велика ложа Јужне Каролине(енгл. )                                                           | 1867          | 306  | 16.000  | Принц Хол велика ложа Јужне Каролине |
| Јужна Дакота              | Велика ложа Јужне Дакоте(енгл. )                                                                       | 1875          |      | 6.796   | Велика ложа Јужне Дакоте Архивирано на веб-сајту (10. фебруар 2012)                                                                       |
| Тенеси                    | Велика ложа Тенесија(енгл. )                                                                           | 1813          |      | 54.143  | Велика ложа Тенесија |
| Тенеси                    | Принц Хол велика ложа Тенесија(енгл. )                                                                 | 1870          | 172  | 6.500   | Принц Хол велика ложа Тенесија |
| Тексас                    | Велика ложа Тексаса(енгл. )                                                                            | 1837          |      | 105.434 | Велика ложа Тексаса |
| Тексас                    | Ложа светла(енгл. Lodge of Light)                                                                                    |               |      |         | |
| Тексас                    | Регуларна велика ложа Тексаса(енгл. )                                                                  |               | 5    |         | |
| Јута                      | Велика ложа Јуте(енгл. )                                                                               | 1872          |      | 2.070   | Велика ложа Јуте |
| Јута                      | Велика регуларна ложа Јуте(енгл. )                                                                     |               | 1    |         | |
| Вермонт                   | Велика ложа Вермонта(енгл. )                                                                           | 1794          |      | 7.342   | Велика ложа Вермонта |
| Вирџинија                 | Велика ложа Вирџиније(енгл. )                                                                          | 1778          |      | 41.351  | Велика ложа Вирџиније |
| Вирџинија                 | Принц Хол велика ложа Вирџиније(енгл. )                                                                | 1877          | 208  | 10.865  | Принц Хол велика ложа Вирџиније |
| Вирџинија                 | Велика регуларна ложа Вирџиније(енгл. )                                                                |               |      |         | |
| Западна Вирџинија         | Велика ложа Западне Вирџиније(енгл. )                                                                  | 1865          |      | 24.047  | Велика ложа Западне Вирџиније |
| Западна Вирџинија         | Принц Хол велика ложа Западне Вирџиније(енгл. )                                                        |               | 25   | 592     | |
| Висконсин                 | Велика ложа Висконсина(енгл. )                                                                         | 1843          |      | 15.736  | Велика ложа Висконсина |
| Висконсин                 | Принц Хол велика ложа Висконсина(енгл. )                                                               | 1952          | 11   | 650     | |
| Вајоминг                  | Велика ложа Вајоминга(енгл. )                                                                          | 1874          |      | 4.684   | Велика ложа Вајоминга |